# Bobbito García
Robert García, detto Bobbito, noto anche con lo pseudonimo di DJ Cucumberslice (New York City, 25 settembre 1967), è un disc jockey, produttore discografico, attore e streetballer portoricano.
Ha partecipato, come commentatore, ai videogiochi della EA Sports dedicati allo streetball NBA Street Vol.2 ed NBA Street V3 e, come M.C., al gioco SEGA dedicato al basket ESPN NBA 2K8.